# Morte di Nelson
(Il mondo contemporaneo, 1843, p. 47)
La Morte di Nelson (The Death of Nelson) è un dipinto dell'artista statunitense Benjamin West, datato 1806. Si trova alla Walker Art Gallery di Liverpool.

## Storia e descrizione
Nel 1770, West dipinse La morte del generale Wolfe. Non si trattava di una raffigurazione fedele dell'evento, bensì di un'idealizzazione, ed erano presenti delle figure che nella realtà non parteciparono a questo avvenimento. Ciononostante, l'opera si rivelò un grande successo, e West ne dipinse almeno cinque copie.
Nel 1801, tre anni dopo la battaglia del Nilo, West incontrò Horatio Nelson, che gli disse quanto egli ammirasse il dipinto di Wolfe, e gli chiese perché non avesse dipinto altri quadri simili. West, allora presidente dell'accademia reale, rispose che non aveva trovato un soggetto dalla rilevanza simile. Nelson, pertanto, espresse il desiderio di essere il soggetto del prossimo dipinto di West simile a quello precedente. Nel 1805, Nelson morì nella battaglia di Trafalgar e, nel giro di sei mesi, West dipinse questa tela. Anche questa conobbe un certo successo, anche se non lo stesso del quadro sulla morte di Wolfe.
Anche in questo caso si trattava di una versione idealizzata dell'evento storico in questione. Anche se West si era impegnato molto nell'accuratezza dei dettagli di questo quadro, basandosi per i ritratti su oltre cinquanta persone sopravvissute alla battaglia, egli creò, come ammise lui stesso, un quadro "di quello che potrebbe essere successo, non dei fatti così come ebbero luogo". West dipinse altri due quadri su Nelson, La morte di Orazio Nelson sul ponte della nave ammiraglia e The Immortality of Nelson, entrambi al Museo marittimo nazionale. West espose l'opera originale alla mostra dell'accademia reale del 1811, a Somerset House.
Altri artisti dipinsero delle opere che ritraevano lo stesso avvenimento. Uno di loro fu Arthur William Devis, che dipinse La morte dell'ammiraglio Nelson a Trafalgar, anch'essa al Museo marittimo nazionale. Un altro artista fu Daniel Maclise, che dipinse La morte di Nelson, un grande dipinto murale nella galleria reale del palazzo di Westminster. Uno studio completo per quest'opera appartiene dal 1892 alla Walker Art Gallery di Liverpool, nel Merseyside, in Inghilterra.
Il quadro di West è un olio su tela e misura 182,5 centimetri per 247,5 centimetri. Venne esposto alla Walker Art Gallery da Bristow H. Hughes.